# Paire de devises
Une paire de devises est la cotation de la valeur relative d'une monnaie contre une autre dans le marché des changes. La monnaie qui est utilisée comme référence est appelée la devise de base et la devise qui est cotée (par rapport à la devise de base) est appelée devise de contrepartie.
Les paires de devises sont écrites par la concaténation des codes ISO de devises (ISO 4217) de la devise de base et de celle de contrepartie, en les séparant par une barre oblique. Souvent, la barre oblique est omise. La paire de devise EUR/USD, qui désigne la relation de l'euro par rapport au dollar américain, est la plus tradée (anglicisme). Dans cet exemple, EUR est la devise de base notée avant la barre de fraction et USD est la devise contrepartie notée après la barre de fraction. La cotation EUR/USD 1,2500 signifie qu'il est possible d'échanger 1 euro contre 1,2500 dollar américain. 
Les paires de devises les plus échangées dans le monde sont appelés les Majors. On compte parmi elles l'euro, le dollar américain, le yen japonais, la livre sterling, le dollar australien, le dollar canadien et le franc suisse. Les paires de devises Majors, qui sont également appelées « paires de devises majeures », comprennent le dollar US comme devise de base ou de contrepartie. Bien qu’il n’existe pas de listes précises et universelles qui définissent le nombre effectif de ce genre de paires, on affirme d’habitude qu’elles sont sept : EUR/USD, AUD/USD, GBP/USD, NZD/USD, USD/CHF, USD/CAD, USD/JPY.

## Syntaxe et cours
Le nom des paires de devises utilise l'abréviation des devises définie par l'organisation internationale de normalisation (ISO) dans la norme ISO 4217. Les devises « majeures » et leur dénomination dans le marché des devises sont le dollar américain (USD), l'euro (EUR), le yen (JPY), la livre sterling (GBP), le dollar australien (AUD), le dollar canadien (CAD) et le franc suisse (CHF).
Le cours EUR/USD 1,2500 signifie que 1 euro est échangé contre 1,250 0 dollar américain. Si le cours de EUR/USD passe de 1,2500 à 1,2510, l'euro a augmenté en valeur relative, soit parce que la force d'achat du dollar s'est affaiblie ou parce que l'euro s'est renforcé, ou les deux. D'autre part, si le cours de EUR/USD passe de 1,2500 à 1,2490, alors on dit que l'euro s’affaiblit par rapport au dollar.

### Cotations directes et indirectes
Le ratio d'une paire de devise peut en théorie être de deux types, direct ou indirect:
- cotation directe indique que la devise étrangère est la devise de base; la devise locale est la devise de cotation.
- cotation indirecte indique que la devise locale est la devise de base et la devise étrangère est la devise de cotation.

L'affichage "USD/EUR" peut s'obtenir en calculant l'inverse de la cotation "EUR/USD", mais par convention non écrite, un affichage est plus utilisé que l'autre.
Le choix de cotation directe ou indirecte varie selon la zone dans laquelle se situent les personnes qui participent aux échanges. De nombreux pays utilisent des cotations directes; des pays anglophones comme le Royaume-Uni, l’Australie, la Nouvelle-Zélande et le Canada préfèrent les cotations indirectes.

## Principales devises échangées
Pour des raisons techniques, il est temporairement impossible d'afficher le graphique qui aurait dû être présenté ici.

note: La présence de deux devises dans une paire aboutit à un total de 200% (2 × 100%)

Source: Central Bank Survey Foreign exchange turnover in April 2019, Bank for International Settlements.
Les principales devises échangées sont considérées comme des devises de référence.
Bien qu’il n’y ait pas d’institutions ou d’organisations les régissant, émergent des devises plus importantes que les autres parmi lesquelles :
- Euro
- Livre sterling
- Dollar australien
- Dollar néo-zélandais
- Dollar américain
- Dollar canadien
- Franc suisse
- Yen

Historiquement, l’importance de ces devises fut établie par un classement en fonction des valeurs relatives des devises par rapport aux autres, mais l’introduction de l’euro et d’autres facteurs dus aux marchés ont rendu obsolète le classement original.

### Surnoms de devises majeures
Certaines devises majeures ont des surnoms,.
- USD (Dollar US) – Greenback ou Buck[5]. Le premier surnom vient des billets de banque émis lors de la Guerre Civile Américaine en 1861, caractérisés par la couleur verte à leur dos. Au contraire, l’origine du surnom « Buck » est moins évidente. Il s’agit probablement d’une abréviation du terme « buckskin », c’est-à-dire la peau de chamois, une unité de négociation qui était employée par les Indiens d’Amérique comme monnaie d’échange avec les Européens lors des jours de frontière (mot attesté depuis 1748).
- GBP (Livre sterling) – Sterling. La livre sterling est officiellement appelée « pound sterling ». Quelquefois, on utilise tout simplement « pound » ou « sterling ». En particulier, le nom « sterling » vient de la période où la livre sterling avait une valeur égale à une livre d’argent sterling.
- EUR (Euro) – Single currency ou Fiber. Le surnom « single currency » (c’est-à-dire monnaie unique) vient du fait qu’elle est employée dans plusieurs états. Le terme « fiber » vient du fait que cette monnaie est constituée de fibres de pur coton.
- CHF (Franc suisse) – Swissy[6]. Surnom pour le franc suisse, mais aussi pour la paire de devises USD/CHF.
- CAD (Dollar canadien ) – Loonie ou Huard au Québec. Surnom qui vient du fait que la monnaie d’un dollar canadien a comme image un plongeon huard (« loon » en anglais), un oiseau très commun au Canada.  Exemple: « Le dollar canadien, surnommé le loonie en anglais en référence au plongeon (loon) représenté sur la pièce de 1 $, est la monnaie en cours au Canada.(L'encyclopédie canadienne[7], 2017) »
- AUD (Dollar australien) – Aussie ou Ozzie. Ce surnom vient du fait que le terme « Aussi » désigne un Australien. En particulier, même la paire de devises AUD/USD est surnommée de cette façon.
- NZD (Dollar néozélandais) – Kiwi. Ce surnom vient du symbole national de la Nouvelle-Zélande, c’est-à-dire le « kiwi », un genre d’oiseau. Exemple: « Le « kiwi », le surnom du dollar néo-zélandais, est scruté de près par les marchés.(Les échos, 2014[8]) »

## Principales paires de devises échangées
Les règles définissant la notation des paires de devises proviennent de faits acceptés propres à chaque devise.
Depuis ses débuts en 1999 et comme stipulé par la Banque centrale européenne, l’euro a d’abord été la devise de référence. C’est pourquoi chaque paire de devise en euro se doit de l’utiliser comme base en la répertoriant en premier. Par exemple, le taux de change entre le dollar US et l’euro est identifié comme EUR/USD.
Les paires de devises importantes qui ne contiennent pas le dollar US sont appelées « paires de devises croisées », « paire de devises mineures » ou aussi « cross » (en anglais, « currency cross rates » ou « cross currency pairs »). D’habitude, ces paires sont composées de devises majeures associées entre elles et les plus échangées incluent l’euro, la livre sterling et le yen. Par exemple, ce sont des paires de devises croisées : EUR/GBP, EUR/JPY, EUR/CAD, GBP/JPY, NZD/JPY.

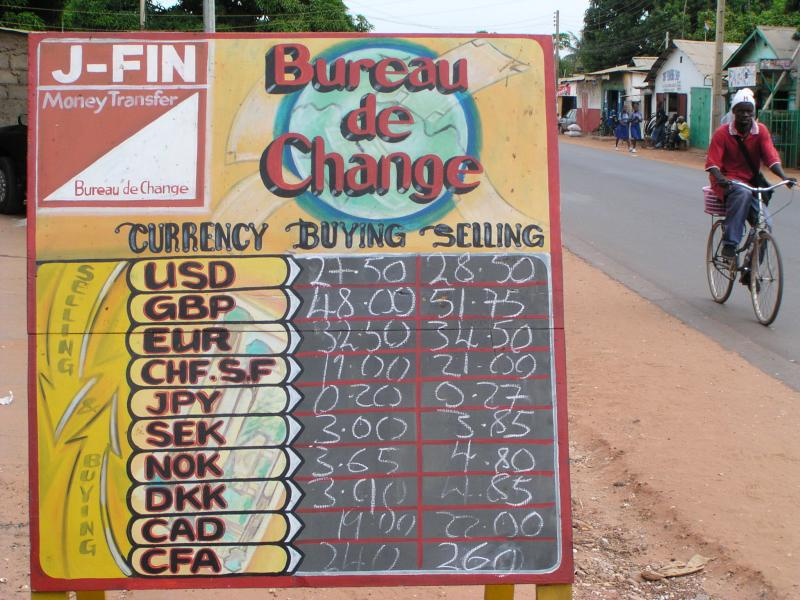
Illustration Dalasi (Gambie): Les besoins d'échange de monnaie concernent tous les pays. Dans un bureau de change, une marge affranchit le commerçant de la volatilité du marché. Ratio pratiqués:
USD: %,
GBP: %,
EUR: %,
CHF: %,
JPY: %,
SEK: %,
NOK: %,
DKK: %,
CAD: %,
CFA: %,

À part les paires de devises majeures et les croisées, il existe également les paires de devises exotiques. Elles sont composées d’une devise Major et d’une devise d’une économie émergente ou d’une économie forte, mais moins importante à l’échelle mondiale. Par exemple, ce sont des paires exotiques : USD/TRY (Dollars US - Lire turque), USD/MXN (Dollar US - Peso mexicain), EUR/ZAR (Euro - Rand sud-africain), USD/NOK (Dollar US - Couronne norvégienne), USD/DKK (Dollar US - Couronne danoise).

### Euro/dollar
L'Euro/dollar  est la paire monétaire la plus échangée: elle intervient dans 33 % des transactions avec le dollar. 
Par exemple, en avril 2007, il s'échangeait en échange instantané — spot en anglais — 265 milliards de dollars par jour en moyenne,  sur la seule parité EUR/USD (euro/dollar). Globalement, l'euro est plus utilisé dans les opérations transfrontières que les monnaies qu'il a remplacées.

### Surnoms de certaines paires de devises
Certaines paires de devises ont des surnoms,
- GBP/USD (paire Livre Sterling/Dollar US) – Câble. Ce surnom vient du câble qui auparavant reliait la Grande-Bretagne aux États-Unis au-dessous de l’Atlantique et qui était employé pour synchroniser la livre sterling avec le dollar US à travers un télégraphe. Ce câble fut installé en 1858 et il rendit possible la transmission des prix des devises entre les Bourses de New York et de Londres.
- USD/RUB (paire Dollar US/Rouble russe) – Barney. Ce surnom vient du personnage de la série télévisée d’animation « Les Pierrafeu », Barney Laroche, qui, dans la version originale américaine, est Barney Rubble. En effet, « Ruble » signifie « rouble » en anglais.
- EUR/RUB (paire Euro/Rouble russe) – Betty. Surnom qui vient toujours de la série télévisée d’animation « Les Pierrafeu ». En particulier, c’est la femme de Barney, Betty Laroche, qui, dans la version originale américaine, est Betty Rubble.
- GBP/JPY (Paire Livre sterling/Yen japonais) – Guppy, Geppy ou Gopher (plus rare). Surnoms qui viennent de la prononciation de la première lettre de GBP et des deux dernières lettres de JPY (donc union de G et de JP).
- EUR/JPY (paire Euro/Yen japonais – Yuppy ou Euppy). Surnoms qui viennent de la prononciation des deux premières et dernières lettres des siglaisons de ces devises (EU et PY).
- USD/JPY (paire Dollar US/Yen japonais) – Ninja. Surnom dû au fait que les ninjas viennent du Japon.
- EUR/GBP (paire Euro/Livre Sterling) – Chunnel. Surnom qui fait référence à la Manche (Channel Tunnel), qui relie la France à la Grande-Bretagne. C’est un mot-valise.